# Arriate (Málaga)
Arriate (del árabe Arriadh, "los vergeles") es un municipio español de la provincia de Málaga, Andalucía, situado en el oeste de la provincia siendo una de las poblaciones que conforman la comarca de la Serranía de Ronda.
Por carretera se halla situado a un centenar de kilómetros de Málaga (por carreteras de interior; 122, si se baja a la vía rápida de la costa). Su población es de 4073 habitantes (INE 2024). La cercanía con Ronda, así como el encarecimiento de la vivienda en esa ciudad, ha propiciado que muchos trabajadores de la misma se instalen en Arriate, lo que explica el elevado crecimiento porcentual de la población.
Su origen se remonta al año 1630 cuando la villa de Arriate se segrega del término municipal de Ronda aunque, cinco años después, en 1635 vuelve de nuevo a incorporarse a Ronda formando parte de dicho término municipal. No es hasta el 14 de febrero de 1661 que Arriate vuelve a ganar su independencia y se proclama Villa independiente volviéndose a segregar de Ronda.
Arriate está hermanado con La Junquera del Alto Ampurdán, perteneciente a la provincia de Gerona, en Cataluña.
Este municipio cuenta con su propia banda, la banda municipal de música de Arriate, fundada en 1990. El repertorio de la banda está dedicado, en su mayor parte, a la Semana Santa. También cuenta con otra banda, la Banda de CC.TT. Nuestra Señora del Rosario de Arriate, fundada en marzo del año 1994, que es conocida por ser una de las mejores bandas actuales que podemos encontrar en el panorama musical cofrade en Semana Santa.

## Historia
Aunque la primera prueba escrita de la Villa de Arriate data de 1570 en el censo de Felipe II, existen pruebas de la habitabilidad de la zona en tiempos remotos. Se habla de un poblado prehistórico que vivía en las Cuevas, grutas situadas a uno y otro lado del río Guadalcobacín, que revelan la existencia de unos moradores primitivos, por su disposición, superpuestas, excavadas en las rocas, que serían buena defensa de sus habitantes contra las fieras.
Actualmente se llega hasta ellas por unos escalones hechos en la roca. En el interior no se aprecian pinturas rupestres, pero es frecuente la aparición de hachas de piedra y existe un molino incrustado en las paredes. Lo que fue asilo y refugio de un pueblo mantiene su utilidad, pues los molineros de Arriate ponen allí a secar los trigos después de lavarlos.
En la etapa de la dominación árabe, recibió el nombre de Arriadh. El número de pobladores en esta época debió ser muy pequeño y habitarían unas pocas casas de recreo o caseríos con sus huertas.
El hecho histórico más importante del que se tiene noticia, es la Batalla del Valle de Arriate en el año 1407. Los musulmanes pretendieron apoderarse de la maquinaria de Setenil. El alcaide de Cañete la Real, acudió en defensa de aquella villa, dejando su propia fortaleza defendida por su hijo. Cuando conocieron esta información, los musulmanes atacaron Cañete en cuya defensa murió el hijo del alcaide. Como venganza, Hernando Arias preparó una emboscada en los montes de Arriate donde derrotó a los musulmanes en la batalla mencionada. 
En el año 1630 la Villa de Arriate se segregó del término municipal de Ronda. En 1635 se reincorpora de nuevo a Ronda, siendo el 14 de febrero de 1661 mediante la escritura firmada en Madrid ante el escribano de Rey Felipe IV, Gabriel Rodríguez de las Cuevas, cuando Arriate consigue de nuevo su independencia pagando por ello 352.739 maravedíes.
Como anécdota se puede decir que existe un monte en el País Vasco que se llama Arrate que en euskera quiere decir Entre piedras - una derivación de Arria arte. En el pueblo de Arriate hay un instituto llamado IES Escultor Marín Higuero.

## Geografía
Con una extensión de 8.32 km², el municipio de Arriate se encuentra en su totalidad en la depresión de Ronda, cerca de las cuencas terciarias de acumulación que jalonan todo el surco intrabético, rosario de depresiones que se sitúan entre la subbética y la penibética, siendo esta zona rondeña la última que se encuentra en su sector occidental, su altitud no supera los 500 m.
Desde el punto de vista físico casi la totalidad del municipio se encuentra situado en la zona más baja de la depresión, la llamada campiña, con una fisiografía plana, entre 500 y 600 m de altitud y con un material básico formado por molasas calcáreas de gran espesor que presentan pequeñas ondulaciones postorogénicas.
La red del drenaje del municipio es el Guadalcobacín, que a su paso ha depositado un manchón del cuaternario aluvial formando la base del regadío municipal.
Existen dos acuíferos de interés: el aluvial del río Guadalcobacín y las areniscas calcáreas con niveles freáticos superficiales.
La altura del municipio y el cordón montañoso que condiciona su clima que se puede catalogar como continental, dentro del matiz mediterráneo, con largos inviernos y calurosos veranos.

### Situación
El término municipal de Arriate se encuentra enclavado dentro del de Ronda, de extensión cosiderablemente mayor.
| Noroeste: El Gastor            | Norte: Setenil de las Bodegas y Alcala del Valle | Noreste: Cañete la Real y Cuevas del Becerro |
| Oeste: Grazalema               |                                                  | Este: El Burgo y Yunquera                    |
| Suroeste Benaoján y Montejaque | Sur: Ronda, Cartajima, Júzcar y Alpandeire       | Sureste: Tolox                               |

## Demografía
Cuenta con una población de 4073 habitantes (INE 2024). El 49,39% de la población es masculina, mientras que las mujeres representan el 50,61% de su población. El 89% de la población del municipio vive en el núcleo urbano de Arriate, mientras que el 11% es población en diseminado, siendo esta cifra para el año 2023 de 446 personas.
La edad media de la población para el año 2022 era de 43,8 años. El 19,3% de sus habitantes tenían menos de 20 años, el 61% entre 20 y 65 años, mientras que la población de más de 65 años representa el 19,7%.
| Gráfica de evolución demográfica de Arriate entre 1842 y 2021                                                         |
| |
| Población de derecho según los censos de población del INE. Población de hecho según los censos de población del INE. |

Arriate alcanzó su pico máximo de población en la década de los años 60, cuando comenzó un importante éxodo rural hacia las grandes ciudades, lo que hizo que en apenas una década la población del municipio descendiera en casi un millar de personas. La llegada del siglo XXI supuso el aumento de la población del municipio debido a la llegada de inmigrantes y de habitantes de municipios cercanos, como Ronda, que huían de los altos precios de las viviendas.

## Economía
Arriate es un municipio principalmente agrícola, siendo el 83% de sus tierras cultivables. El 87% de las tierras cultivables son de secano, siendo el olivar, la vida, el trigo y otros cereales los principales cultivos. Un 13% de su tierra es de regadío, principalmente productos de la huerta. El principal cultivo herbáceo de regadío es la cebada. La superficie dedicada a cultivos herbáceos es de 186ha, mientras que la de cultivos leñosos es de 334 hectáreas. La explotación ganadera y sus sectores derivados como la producción de embutidos, también son importantes en la economía local.
Según el IECA, Arriate contaba en 2023 con 268 establecimientos con actividad económica, siendo el 61,2% establecimientos sin asalariados, el 31% contaba con hasta 5 asalariados, el 5,23% tenían entre 6 y 19 asalariados, y solo el 2,61% de los establecimientos (un total de 7) tenían más de 20 asalariados. Entre las principales actividades económicas de sus empresas, el 37% eran de comercio al por mayor y al por menor, el 24,3% se dedicaban a la construcción, el 16,2% a la hostelería, el 13,3% a la industria manufacturera y el 9,2% a actividades administrativas y servicios auxiliares.

#### Evolución de la deuda viva municipal
El concepto de deuda viva contempla sólo las deudas con cajas y bancos relativas a créditos financieros, valores de renta fija y préstamos o créditos transferidos a terceros, excluyéndose, por tanto, la deuda comercial.
| Gráfica de evolución de la deuda viva del Ayuntamiento de Arriate entre 2008 y 2023     |
|                                                                                         |
| Deuda viva del Ayuntamiento, en miles de euros, según datos del Ministerio de Hacienda. |

## Administración y política
| Periodo   | Nombre                                                 | Partido |
| --------- | ------------------------------------------------------ | ------- |
| 1979-1983 | Juan Antonio Márquez López 1981: Rafael Durán González | PCE     |
| 1983-1987 | Salvador Álvarez Cámara                                | PCE     |
| 1987-1991 | José Melgar Viñas                                      | PSOE    |
| 1991-1995 | José Melgar Viñas                                      | PSOE    |
| 1995-1999 | Juan Antonio Márquez López                             | IULV-CA |
| 1999-2003 | Bernardino Gaona López                                 | IULV-CA |
| 2003-2007 | Bernardino Gaona López                                 | IULV-CA |
| 2007-2011 | Bernardino Gaona López                                 | IULV-CA |
| 2011-2015 | Melchor Conde Marín                                    | PSOE    |
| 2015-2019 | Melchor Conde Marín                                    | PSOE    |
| 2019-2023 | Francisco Javier Anet Rueda                            | PSOE    |
| 2023-act. | Francisco Javier Anet Rueda                            | PSOE    |

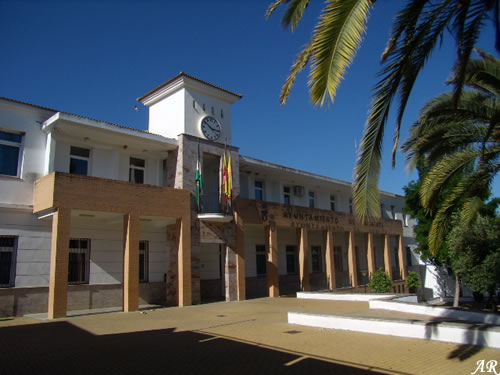
Casa consistorial de Arriate

En la legislatura que comienza (2011-2015), (para la que votó un 79,52 % del electorado), la corporación municipal ha quedado compuesta por 5 concejales del PSOE, obteniendo 1146 votos, que supone un 45,58 % de los votos, seguida de 5 concejales de IULV-CA, con 1047 votos y un 41,65 % de los votos emitidos,(siendo porcentualmente, los peores resultados obtenidos por el PCE e IULV-CA en unas elecciones municipales en Arriate) y queda con 1 concejal del PP, obteniendo 289 votos y un 11,50 % de los votos, siendo los votos de este partido decisivos en la elección del nuevo regidor al no haber mayoría absoluta.
En las elecciones municipales de 2015, el PSOE obtuvo mayoría absoluta con 6 concejales, seguido de IU 5 con concejales. El PP no obtuvo representación quedándose a una veintena de votos para lograr un concejal y entrar en el consistorio.
En las municipales de 2019, se repitieron los mismos resultados de 2015, con el PSOE consiguiendo 6 concejales (47.93 % de los votos) e Izquierda Unida con 5 (35.88 %). La tercera fuerza más votada, y primera sin representación, fue Podemos (5.52 %), mientras que el Partido Popular quedó en 4ª posición.
Para las elecciones municipales de 2023, el PSOE aumenta el número de votantes, obteniendo un 50.38 % y 6 concejales. La segunda fuerza política más votada fue Con Andalucía, con 3 concejales (31.58 %). El Partido Popular consiguió 2 concejales (17.29 %), con una fuerte subida de votos con respecto a los anteriores comicios.
| Partido político            | 1979  | 1979    | 1979       | 1983  | 1983    | 1983       | 1987  | 1987    | 1987       | 1991  | 1991    | 1991       | 1995  | 1995    | 1995       |
| Partido político            | Votos | %       | Concejales | Votos | %       | Concejales | Votos | %       | Concejales | Votos | %       | Concejales | Votos | %       | Concejales |
| Partido Comunista (PCE)     | 969   | 48,11 % | 6          | 1097  | 52,06 % | 6          | -     | -       | -          | -     | -       | -          | -     | -       | -          |
| Izquierda Unida (IULV-CA)   | -     | -       | -          | -     | -       | -          | 846   | 43,19 % | 5          | 1031  | 48,18 % | 5          | 1219  | 50,09 % | 6          |
| Partido Socialista (PSOE)   | 414   | 20,56 % | 2          | 1010  | 47,94 % | 5          | 1106  | 56,46 % | 6          | 1096  | 51,21 % | 6          | 884   | 36,91 % | 4          |
| Unión de Centro Democrático | 631   | 31,33 % | 3          | -     | -       | -          | -     | -       | -          | -     | -       | -          | -     | -       | -          |
| Partido Popular (PP)        | -     | -       | -          | -     | -       | -          | -     | -       | -          | -     | -       | -          | 276   | 11,52 % | 1          |

| Partido político          | 1999  | 1999    | 1999       | 2003  | 2003    | 2003       | 2007  | 2007    | 2007       | 2011  | 2011    | 2011       | 2015  | 2015    | 2015       |
| Partido político          | Votos | %       | Concejales | Votos | %       | Concejales | Votos | %       | Concejales | Votos | %       | Concejales | Votos | %       | Concejales |
| Izquierda Unida (IULV-CA) | 1144  | 49,35 % | 6          | 1408  | 60,48 % | 7          | 1502  | 59,03 % | 7          | 1047  | 41,65 % | 5          | 994   | 38,78 % | 5          |
| Partido Socialista (PSOE) | 872   | 37,62 % | 4          | 720   | 30,93 % | 3          | 778   | 30,71 % | 3          | 1146  | 45,58 % | 5          | 1383  | 53,96 % | 6          |
| Partido Popular (PP)      | 280   | 12,80 % | 1          | 183   | 7,86 %  | 1          | 203   | 8,01 %  | 1          | 289   | 11,50 % | 1          | 155   | 6,05 %  | 0          |
| Partido Andalucista (PA)  | -     | -       | -          | -     | -       | -          | 23    | 0,91 %  | 0          | -     | -       | -          | -     | -       | -          |

| Partido político          | 2019  | 2019    | 2019       | 2023  | 2023    | 2023       |
| ------------------------- | ----- | ------- | ---------- | ----- | ------- | ---------- |
| Partido político          | Votos | %       | Concejales | Votos | %       | Concejales |
| Partido Socialista (PSOE) | 1190  | 47.93 % | 6          | 1.238 | 50.38 % | 6          |
| Con Andalucía             | -     | -       | -          | 776   | 31.58 % | 3          |
| Partido Popular (PP)      | 122   | 4.91 %  | -          | 425   | 17.29 % | 2          |
| Izquierda Unida (IU)      | 891   | 35.88 % | 5          | -     | -       | -          |
| Podemos                   | 137   | 5.52 %  | -          | -     | -       | -          |

## Patrimonio

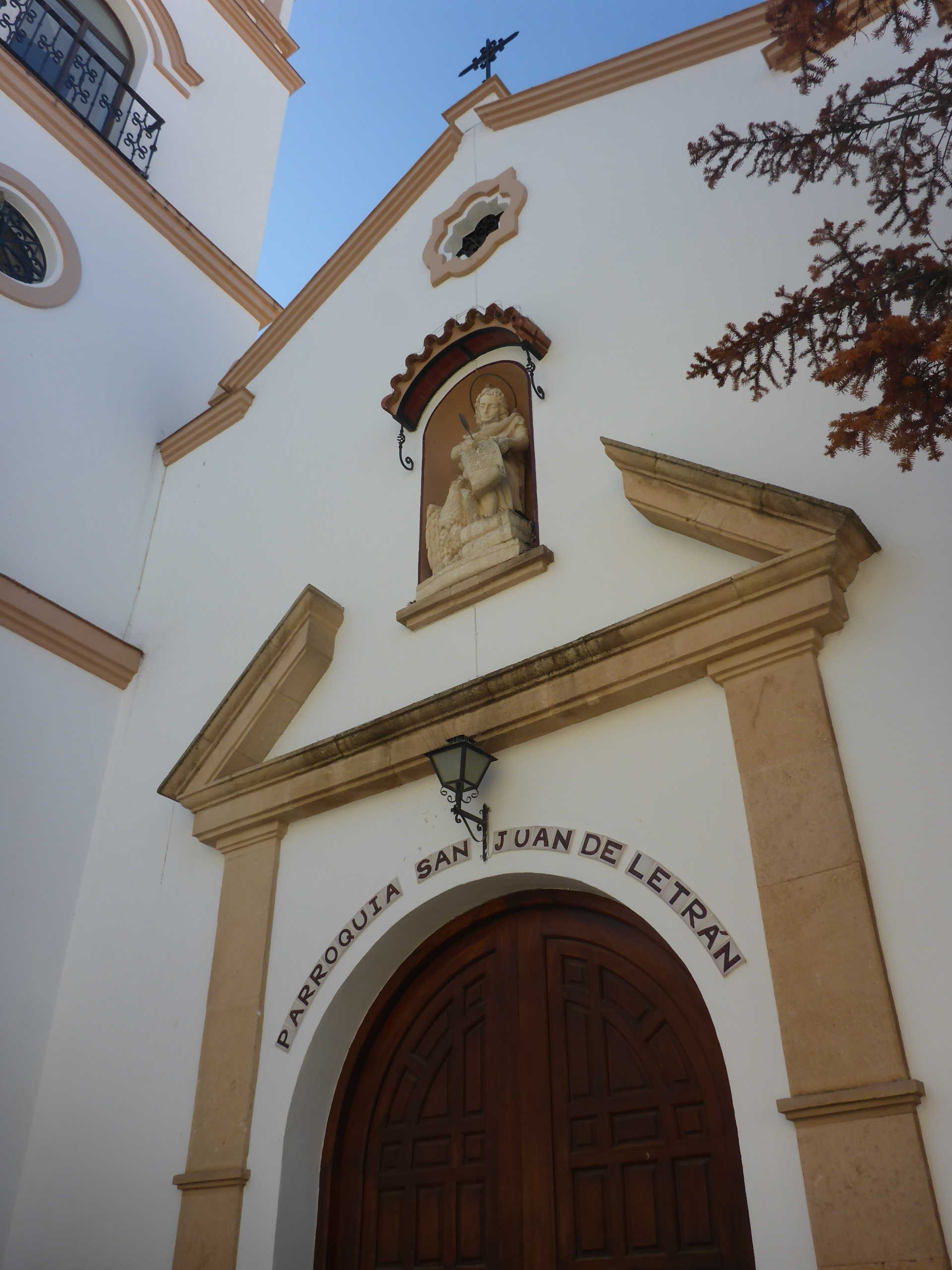
Iglesia de San Juan de Letrán.

### Arquitectura civil
- Cementerio municipal: Localizado en las cercanías del núcleo urbano, al este del mismo, en las cercanías del Arroyo de la Ventilla.
- Ayuntamiento: Situado al sur del núcleo urbano, fue edificado en el año 1999.
- Yacimiento arqueológico del Cerro del Coto.
- Yacimiento arqueológico Arroyo de la Ventilla.
- Yacimiento arqueológico Cortijo Nador.
- Yacimiento arqueológico Puente Histórico.[12]

### Arquitectura religiosa
- Iglesia de San Juan de Letrán: Data del siglo XVII. Las obras de carpintería realizadas en la armadura mudéjar están atribuidas a Francisco Hernández y Andrés Valverde en 1629.[13] Dicho edifico fue asaltado, destrozado y saqueado en dos ocasiones durante el año 1936, por lo que gran parte de los altares e imágenes que se encontraban en el interior desaparecieron.
- Capilla del Cristo: situada en la calle Horno es la sede de la Hermandad de los "Cristinos".[14]
- Capilla de Padre Jesús: sede de la Hermandad de los "Jesuistas".
- Antigua Ermita de Casas Nuevas.

## Fiestas
- Feria cofrade de Arriate y la Serranía de Ronda: Celebrada en el mes de Febrero, la primera edición se realizó en el año 2020. Desde entonces, se ha convertido en un referente en el mundo del arte sacro y cofrade en la comarca. Durante su celebración se realizan multitud de conciertos de bandas de música de Semana Santa, así como exposiciones o coloquios.[15]
- Partir la vieja: Se celebra 14 días antes del Domingo de Ramos. Es una fiesta peculiar tradicional de Arriate en la cual los vecinos del municipio pasan la jornada almorzando en el campo productos típicos como roscas de pan, el salmorejo pobre, huevos duros o chacinas, acompañado del popular mistela. Esta celebración tiene como origen el descanso de ayuno y abstinencia que permitía la Iglesia Católica antaño como parte de la Cuaresma.[16]
- Romería: Se celebra el primer sábado de mayo, salvo que éste coincida con el 1.º de mayo, día del Trabajador. La tradición de las cruces de mayo es antiquísima en el municipio, aunque la romería se recuperó en la década de los años 80. Durante la romería, la Cruz es portada en una carreta tirada por bueyes, recorriendo la comitiva de carros las calles del pueblo y llegando al paraje de los Pinitos del Marqués, donde se produce una jornada de convivencia, antes de regresar a Arriate al atardecer. Durante la romería es habitual que las mujeres vistan el traje de flamenca y los hombres porten sombreros.[17]
- Corpus de Arriate: Por privilegio concedido por el Papa Clemente XIV a la localidad en el año 1769, el Corpus Christi en Arriate se celebra cada 29 de junio, debido a que durante la propia festividad del Corpus los arriateños se encontraban dedicados a las cosechas. Se celebra la procesión con el Santísimo recorriendo las calles del pueblo que se encuentra adornado con flores, alfombras y altares. La festividad del Corpus en Arriate está enmarcada dentro de la Feria y Fiestas de San Pedro.
- Feria: semana que contiene el 28/29 de junio.
- La Fiesta en el aire: octubre.
- Los Tostones: día de Todos los Santos (1 de noviembre).
- Semana Santa: La Semana Santa es una de las festividades más populares del municipio, contando con gran participación de los arriateños. La localidad cuenta con dos hermandades, que son la Cofradía de Ntro. Padre Jesús Nazareno (cuyos integrantes se denomina Jesuistas) y la Hermandad del Santísimo Cristo de la Sangre y Santo Entierro de Cristo (con sus hermanos llamados Cristinos), que cuentan con una antigua rivalidad, reflejo de la sociedad arriateña desde hace siglos. Cada una de ellas organiza dos procesiones durante la Semana Santa. En la madrugada del Jueves Santo se produce la procesión de Nuestro Padre Jesús Nazareno a modo de cautivo, recorriendo las calles de la localidad durante el amanecer y las primeras horas de la mañana. Por la noche, la imagen, atribuida a la escuela granadina del siglo XVII, procesiona portando la cruz, siendo ayudado por Simón de Cirene, y acompañado, en esta ocasión, por la Virgen de los Dolores bajo palio. En la tarde del Viernes Santo, los Cristinos organizan la procesión del Cristo de la Sangre, imagen de Antonio Castillo Lastrucci, siendo acompañado, de nuevo, por la Virgen de los Dolores. En la siguiente jornada, la Hermandad procesiona la imagen del Santo Entierro portado en una urna, siendo esta la única procesión en la jornada del Sábado Santo que se realiza en toda la provincia de Málaga.[18]
- Domingo de Cristo: marzo-abril.
- Domingo de Jesús: marzo.

## Gastronomía y artesanía
La gastronomía típica de Arriate consta de platos elaborados de chacina, como el Chorizo en manteca, la morcilla o las manitas de cerdo. También típico de este lugar son las migas, la mistela, el salmorejo, la olla o el conejo al ajillo.
Referente a la artesanía, destacar los trabajos de forja, repujado de cobre y la talla de madera.

## Ciudades hermanadas
- La Junquera (Gerona), España